# 程文欣
程文欣（1982年2月24日—）是台灣女子羽球選手，和雙打搭擋簡毓瑾並稱為台灣「黃金女雙」；二人的女雙世界排名曾高踞第一位（2009年1月、2010年9月），她們在2012年倫敦奧運結束後正式拆夥。程文欣畢業於國立中正大學運動競技學系（運動與休閒教育）碩士班，後任職於國立中正大學運動競技學系教師，現已退役，並出任馬來西亞武吉加里爾體育學校羽球教練。

## 簡歷

### 早年及出道
程文欣出身羽球世家，父親程嘉彥是世界羽球好手，曾獲得世界比賽冠軍，而母親則是體育老師。她自2歲開始便接觸羽球，至7歲時正式參加比賽。
1996年，15歲的程文欣首次代表中華台北出國參加國際賽事，出戰丹麥舉行的世界青年羽毛球錦標賽的混雙項目。至2002年，她出戰世界大學生羽毛球錦標賽，贏得首個國際賽事的女雙和混雙冠軍。
2004年，程文欣在美國羽毛球公開賽，拿得了首個成人組別的女雙和混雙冠軍。同年，她同時取得雅典奧運羽球女雙和混雙的參賽資格，成為台灣羽球史上首位能同時參加兩項比賽的運動員；然而，最終兩項都僅能止步於十六強。

### 「黃金女雙」
程文欣自2002年開始與簡毓瑾搭檔，程在處理網前小球方面的能力較強，而簡則擅長攻擊，加上個性一剛一柔，在場上有著互補的效果。程/簡合作多年，創下多個台灣羽球的紀錄，除共奪10次全國女雙冠軍外，又三度稱霸中華台北羽球公開賽、兩奪亞洲羽毛球錦標賽亞軍；更以主力身分助中華台北隊突破歷來成績，勇奪2006年優霸盃季軍；故在台灣有「黃金女雙」之稱譽。
除女雙外，程文欣在混雙的表現亦相當突出，曾和蔡佳欣、陳宏麟以及印尼奧運金牌得主吳俊明贏得多項混雙冠軍。

### 首度拆夥
2008年，程文欣/簡毓瑾代表中華台北參加北京奧運會羽毛球女子雙打比賽，第二度出戰奧運。她們在次圈就遇上大會第三種子中國的魏軼力/張亞雯，最終以0比2（14-21、18-21）輸球，無緣晉級。兩人在同年的中華台北羽球公開賽奪冠之後，因個性與生涯規劃等問題首度拆夥。然而，在拆夥不久後，她們效力的合作金庫又將二人拉在一起，程/簡於是在2009年初重新搭配。
程/簡重組後，隨即在馬來西亞羽毛球超級賽闖進4強，接著又在韓國羽毛球超級賽稱后；連奪佳績令她們的世界排名在2009年1月底躍升至第一位，刷新台灣羽壇史上新紀錄。其後，她們共參加了14場比賽，當中奪得了三項冠軍、八項打進四強，結果在2010年9月底再度登上女雙世界第一寶座。

### 再度拆夥
2012年，程文欣/簡毓瑾代表中華台北參加倫敦奧運會羽毛球女子雙打比賽，是代表少數的三朝元老。她們在小組賽取得2勝1負，以小組首名的成績晉級；但在半準決賽便以0比2（10-21、14-21）不敵中國的趙芸蕾/田卿落敗，只能追平自己在四年前北京奧運時的紀錄。
倫敦奧運後，程文欣/簡毓瑾將再度因生涯規劃拆夥。程文欣表示，她們分開後會各自搭配年輕選手，以幫助她們成長。在同年10月進行的全國羽球排名賽，程文欣便改與學妹謝沛蓁搭配，並最終獲得冠軍。

### 2013年世錦賽
2013年8月，程文欣參加中國廣州舉行的世界羽毛球錦標賽，分別與謝沛蓁和陳宏麟出戰女子雙打及混合雙打項目。在女雙方面，她和謝沛蓁首圈因輪空而自動晉級，但在第二圈就以0比2（6-21、21-23）不敵頭號種子、中國的王晓理/于洋出局。至於混雙方面，她和陳宏麟首圈以2比0輕取墨西哥組合，第二圈再以2比0（21-18、21-16）力克16號種子、英格蘭克里斯·爱德考克/加布里·怀特晉級；但在第三圈就以0比2（13-21、13-21）不敵6號種子、印尼的穆罕默德·雷扎/戴比·苏珊托，16強止步。
2016年5月，程文欣接受馬來西亞羽毛球協會邀請，前往馬來西亞武吉加里爾體育學校，擔任青年隊教練。

## 主要比賽成績
只列出曾進入準決賽的國際賽事成績：
| 年份   | 賽事                       | 公開賽級別 | 項目     | 搭檔   | 成績   |
| ------ | -------------------------- | ---------- | -------- | ------ | ------ |
| 2001年 | 日本羽毛球公開賽           |            | 女子雙打 | 簡毓瑾 | 準決賽 |
| 2002年 | 中華台北羽毛球公開賽       |            | 女子雙打 | 簡毓瑾 | 準決賽 |
| 2004年 | 美國羽毛球公開賽           |            | 女子雙打 | 簡毓瑾 | 冠軍   |
| 2004年 | 美國羽毛球公開賽           | 混合雙打   | 林偉翔   | 冠軍   |        |
| 2004年 | 中華台北羽毛球公開賽       |            | 女子雙打 | 簡毓瑾 | 冠軍   |
| 2005年 | 中華台北羽毛球公開賽       |            | 女子雙打 | 簡毓瑾 | 冠軍   |
| 2005年 | 中華台北羽毛球公開賽       | 混合雙打   | 吴俊明   | 冠軍   |        |
| 2006年 | 中國羽毛球大師賽           |            | 女子雙打 | 簡毓瑾 | 準決賽 |
| 2006年 | 亞洲羽毛球錦標賽           | 其他       | 女子雙打 | 簡毓瑾 | 銀牌   |
| 2006年 | 優霸盃                     | 其他       | 女子團體 | －     | 銅牌   |
| 2006年 | 香港羽毛球公開賽           |            | 女子雙打 | 簡毓瑾 | 準決賽 |
| 2006年 | 中國羽毛球公開賽           |            | 女子雙打 | 簡毓瑾 | 準決賽 |
| 2006年 | 羽毛球世界盃               | 其他       | 女子雙打 | 簡毓瑾 | 銅牌   |
| 2007年 | 菲律賓羽毛球公開賽         | 黃金大獎賽 | 女子雙打 | 簡毓瑾 | 冠軍   |
| 2007年 | 瑞士羽毛球超級賽           | 超級賽     | 女子雙打 | 簡毓瑾 | 準決賽 |
| 2007年 | 泰國羽毛球黃金大獎賽       | 黃金大獎賽 | 女子雙打 | 簡毓瑾 | 準決賽 |
| 2007年 | 中華台北羽毛球黃金大獎賽   | 黃金大獎賽 | 女子雙打 | 簡毓瑾 | 冠軍   |
| 2007年 | 世界大學生運動會羽毛球比賽 | 其他       | 女子雙打 | 簡毓瑾 | 金牌   |
| 2007年 | 世界大學生運動會羽毛球比賽 | 其他       | 混合團體 | －     | 銅牌   |
| 2007年 | 澳門羽毛球黃金大獎賽       | 黃金大獎賽 | 女子雙打 | 簡毓瑾 | 準決賽 |
| 2007年 | 澳門羽毛球黃金大獎賽       | 黃金大獎賽 | 混合雙打 | 方介民 | 亞軍   |
| 2007年 | 法國羽毛球超級賽           | 超級賽     | 女子雙打 | 簡毓瑾 | 準決賽 |
| 2007年 | 香港羽毛球超級賽           | 超級賽     | 女子雙打 | 簡毓瑾 | 準決賽 |
| 2007年 | 俄羅斯羽毛球黃金大獎賽     | 黃金大獎賽 | 女子雙打 | 簡毓瑾 | 亞軍   |
| 2008年 | 德國羽毛球大獎賽           | 大獎賽     | 女子雙打 | 簡毓瑾 | 準決賽 |
| 2008年 | 印度羽毛球黃金大獎賽       | 黃金大獎賽 | 女子雙打 | 簡毓瑾 | 冠軍   |
| 2008年 | 印度羽毛球黃金大獎賽       | 黃金大獎賽 | 混合雙打 | 方介民 | 準決賽 |
| 2008年 | 亞洲羽毛球錦標賽           | 其他       | 女子雙打 | 簡毓瑾 | 銀牌   |
| 2008年 | 亞洲羽毛球錦標賽           | 其他       | 混合雙打 | 方介民 | 銅牌   |
| 2008年 | 新加坡羽毛球超級賽         | 超級賽     | 女子雙打 | 簡毓瑾 | 亞軍   |
| 2008年 | 泰國羽毛球黃金大獎賽       | 黃金大獎賽 | 女子雙打 | 簡毓瑾 | 準決賽 |
| 2008年 | 中華台北羽毛球黃金大獎賽   | 黃金大獎賽 | 女子雙打 | 簡毓瑾 | 冠軍   |
| 2008年 | 中華台北羽毛球黃金大獎賽   | 黃金大獎賽 | 混合雙打 | 方介民 | 亞軍   |
| 2009年 | 馬來西亞羽毛球超級賽       | 超級賽     | 女子雙打 | 簡毓瑾 | 準決賽 |
| 2009年 | 韓國羽毛球超級賽           | 超級賽     | 女子雙打 | 簡毓瑾 | 冠軍   |
| 2009年 | 瑞士羽毛球超級賽           | 超級賽     | 女子雙打 | 簡毓瑾 | 準決賽 |
| 2009年 | 亞洲羽毛球錦標賽           | 其他       | 女子雙打 | 簡毓瑾 | 銅牌   |
| 2009年 | 印尼羽毛球超級賽           | 超級賽     | 女子雙打 | 簡毓瑾 | 準決賽 |
| 2009年 | 越南羽毛球大獎賽           | 大獎賽     | 混合雙打 | 林培雷 | 冠軍   |
| 2009年 | 世界羽聯超級系列賽總決賽   | 超級賽     | 女子雙打 | 簡毓瑾 | 準決賽 |
| 2009年 | 東亞運動會羽毛球比賽       | 其他       | 女子團體 | －     | 銀牌   |
| 2010年 | 韓國羽毛球超級賽           | 超級賽     | 混合雙打 | 林培雷 | 準決賽 |
| 2010年 | 德國羽毛球大獎賽           | 大獎賽     | 女子雙打 | 簡毓瑾 | 準決賽 |
| 2010年 | 瑞士羽毛球超級賽           | 超級賽     | 女子雙打 | 簡毓瑾 | 準決賽 |
| 2010年 | 亞洲羽毛球錦標賽           | 其他       | 女子雙打 | 簡毓瑾 | 銅牌   |
| 2010年 | 新加坡羽毛球超級賽         | 超級賽     | 女子雙打 | 簡毓瑾 | 準決賽 |
| 2010年 | 新加坡羽毛球超級賽         | 超級賽     | 混合雙打 | 陳宏麟 | 準決賽 |
| 2010年 | 印尼羽毛球超級賽           | 超級賽     | 女子雙打 | 簡毓瑾 | 亞軍   |
| 2010年 | 加拿大羽毛球大獎賽         | 大獎賽     | 女子雙打 | 簡毓瑾 | 亞軍   |
| 2010年 | 加拿大羽毛球大獎賽         | 大獎賽     | 混合雙打 | 陳宏麟 | 亞軍   |
| 2010年 | 美國羽毛球黃金大獎賽       | 黃金大獎賽 | 女子雙打 | 簡毓瑾 | 冠軍   |
| 2010年 | 美國羽毛球黃金大獎賽       | 黃金大獎賽 | 混合雙打 | 陳宏麟 | 準決賽 |
| 2010年 | 澳門羽毛球黃金大獎賽       | 黃金大獎賽 | 女子雙打 | 簡毓瑾 | 冠軍   |
| 2010年 | 中華台北羽毛球黃金大獎賽   | 黃金大獎賽 | 女子雙打 | 簡毓瑾 | 準決賽 |
| 2010年 | 中華台北羽毛球黃金大獎賽   | 黃金大獎賽 | 混合雙打 | 陳宏麟 | 準決賽 |
| 2010年 | 世界羽毛球錦標賽           | 其他       | 女子雙打 | 簡毓瑾 | 銅牌   |
| 2010年 | 日本羽毛球超級賽           | 超級賽     | 女子雙打 | 簡毓瑾 | 冠軍   |
| 2010年 | 日本羽毛球超級賽           | 超級賽     | 混合雙打 | 陳宏麟 | 準決賽 |
| 2010年 | 中國羽毛球大師賽           | 超級賽     | 女子雙打 | 簡毓瑾 | 準決賽 |
| 2010年 | 香港羽毛球超級賽           | 超級賽     | 女子雙打 | 簡毓瑾 | 亞軍   |
| 2010年 | 亞洲運動會羽毛球比賽       | 其他       | 混合雙打 | 陳宏麟 | 銅牌   |
| 2010年 | 世界羽聯超級系列賽總決賽   | 超級賽     | 女子雙打 | 簡毓瑾 | 準決賽 |
| 2011年 | 韓國羽毛球首要超級賽       | 首要超級賽 | 女子雙打 | 簡毓瑾 | 準決賽 |
| 2011年 | 新加坡羽毛球超級賽         | 超級賽     | 混合雙打 | 陳宏麟 | 亞軍   |
| 2011年 | 印尼羽毛球首要超級賽       | 首要超級賽 | 混合雙打 | 陳宏麟 | 準決賽 |
| 2011年 | 美國羽毛球黃金大獎賽       | 黃金大獎賽 | 女子雙打 | 簡毓瑾 | 準決賽 |
| 2011年 | 美國羽毛球黃金大獎賽       | 黃金大獎賽 | 混合雙打 | 陳宏麟 | 亞軍   |
| 2011年 | 加拿大羽毛球大獎賽         | 大獎賽     | 女子雙打 | 簡毓瑾 | 亞軍   |
| 2011年 | 加拿大羽毛球大獎賽         | 大獎賽     | 混合雙打 | 陳宏麟 | 亞軍   |
| 2011年 | 中華台北羽毛球黃金大獎賽   | 黃金大獎賽 | 女子雙打 | 簡毓瑾 | 準決賽 |
| 2011年 | 日本羽毛球超級賽           | 超級賽     | 女子雙打 | 簡毓瑾 | 亞軍   |
| 2011年 | 日本羽毛球超級賽           | 超級賽     | 混合雙打 | 陳宏麟 | 冠軍   |
| 2011年 | 香港羽毛球超級賽           | 超級賽     | 混合雙打 | 陳宏麟 | 準決賽 |
| 2011年 | 澳門羽毛球黃金大獎賽       | 黃金大獎賽 | 混合雙打 | 陳宏麟 | 亞軍   |
| 2012年 | 澳洲羽毛球黃金大獎賽       | 黃金大獎賽 | 女子雙打 | 簡毓瑾 | 亞軍   |
| 2012年 | 澳洲羽毛球黃金大獎賽       | 黃金大獎賽 | 混合雙打 | 陳宏麟 | 冠軍   |
| 2012年 | 新加坡羽毛球超級賽         | 超級賽     | 女子雙打 | 簡毓瑾 | 亞軍   |
| 2012年 | 新加坡羽毛球超級賽         | 超級賽     | 混合雙打 | 陳宏麟 | 冠軍   |
| 2013年 | 泰國羽毛球黃金大獎賽       | 黃金大獎賽 | 混合雙打 | 曾敏豪 | 準決賽 |
| 2013年 | 東亞運動會羽毛球比賽       | 其他       | 女子團體 | －     | 銀牌   |
| 2013年 | 東亞運動會羽毛球比賽       | 其他       | 女子雙打 | 謝沛蓁 | 銅牌   |
| 2014年 | 瑞士羽毛球黃金大獎賽       | 黃金大獎賽 | 混合雙打 | 陳宏麟 | 準決賽 |
| 2018年 | 荷蘭羽毛球國際賽           | 國際系列賽 | 女子雙打 | 張雅嵐 | 冠軍   |

| 2007-2017年 | 首要超級賽 | 超級賽 | 黃金大獎賽 | 大獎賽 | 國際挑戰賽 | 國際系列賽 | 未來系列賽 | 其他 |

| 2018-2026年 | 總決賽 | 超級1000賽 | 超級750賽 | 超級500賽 | 超級300賽 | 超級100賽 | 國際挑戰賽 | 國際系列賽 | 未來系列賽 | 其他 |

### 奧運會和世錦賽參賽紀錄
|          | 搭檔   | 2004 | 2005 | 2006 | 2007 | 2008 | 2009 | 2010 | 2011 | 2012       | 2013 | 2014 |
| -------- | ------ | ---- | ---- | ---- | ---- | ---- | ---- | ---- | ---- | ---------- | ---- | ---- |
| 女子雙打 | 簡毓瑾 | 16強 | 16強 | 8強  | －   | 8強  | 8強  | 銅牌 | 32強 | 8強        | －   | －   |
| 女子雙打 | 謝沛蓁 | －   | －   | －   | －   | －   | －   | －   | －   | －         | 32強 | 32強 |
|          |        |      |      |      |      |      |      |      |      |            |      |      |
| 混合雙打 | 蔡佳欣 | 16強 | 32強 | 32強 | －   | －   | －   | －   | －   | －         | －   | －   |
| 混合雙打 | 方介民 | －   | －   | －   | －   | －   | 32強 | －   | －   | －         | －   | －   |
| 混合雙打 | 陳宏麟 | －   | －   | －   | －   | －   | －   | －   | 8強  | 小組第三名 | 16強 | 32強 |

## 外部連結
- 程文欣在国际奥林匹克委员会的资料